# The Creeps (chanson)
Pour les articles homonymes, voir Creep.
The Creeps est une chanson de Camille Jones sortie en 2004 (dans l'album Surrender) et remixée par Fedde le Grand en 2007.

## Classements par pays
Le single atteint un pic à la 7e place du classement UK singles chart.
| Classement (2007)                       | Meilleure position |
| --------------------------------------- | ------------------ |
| Australie (ARIA)                        | 15                 |
| Belgique (Wallonie Ultratop 50 Singles) | 30                 |
| Belgique (Flandre Ultratop 50 Singles)  | 14                 |
| Danemark (Tracklisten)                  | 12                 |
| Europe (Hot 100)                        | 23                 |
| Finlande (Suomen virallinen lista)      | 12                 |
| Hongrie (Single Top 40)                 | 7                  |
| Hongrie (Dance Top 40)                  | 3                  |
| Allemagne (Media Control AG)            | 82                 |
| Irlande (IRMA)                          | 22                 |
| Royaume-Uni (UK Singles Chart)          | 7                  |
| États-Unis (Dance Club Songs)           | 13                 |

Le 25 juillet 2008, le single sort en CD physique, et atteint la 82e place dans le classement single Top 100 allemand (le 8 août 2008).